# Ruslan Edel'geriev
Ruslan Sajd-Khusajnovič Edel'geriev, detto Abubakar (in russo Руслан "Абубакар" Сайд-Хусайнович Эдельгериев?; Centaroj, 4 dicembre 1974) è un ex poliziotto e politico russo di etnia cecena, assistente del presidente russo da maggio 2024.

## Biografia
Edel'geriev è nato il 4 dicembre 1974 in una famiglia di insegnanti della scuola secondaria n. 1 nel villaggio di Centaroj, RSSA Ceceno-Inguscia. Il padre Sajd-Khusajn era un insegnante di educazione fisica, mentre sua madre, Vera Afanas'evna Derjabina, era stata deputata del parlamento ceceno per la II e III legislatura e insegnante del capo della Cecenia, Ramzan Kadyrov. Nel maggio 2019, Derjabina è morta in un incidente d'auto.

### Carriera militare
Edel'geriev ha prestato servizio nelle forze armate russe dal 1992 al 1994, per poi passare alle forze interne russe, entrando nelle forze dell'ordine di Slavjansk-na-Kubani nell'aprile 1994 al febbraio 2004. Nel 2002, Edelgeriev si è laureato in giurisprudenza presso l'Istituto di Giurisprudenza di Krasnodar. Da febbraio 2004 a maggio 2007, Edelgriev ha prestato servizio come agente di polizia nel Kurčaloevskij rajon in Cecenia, per poi ricoprire il ruolo di comandante del dipartimento R dell'Unità speciale di polizia (OMSN) "Terek" dal maggio al 20 dicembre 2007.

### Carriera politica
Edel'geriev è entrato in politica nel 2007, ricoprendo la carica di primo viceministro dell'agricoltura della Cecenia dal dicembre 2007 sotto Khasan Tajmaskhanov, prima di diventare lui stesso ministro nel gennaio 2008 fino al 24 maggio 2012, quando è stato promosso a primo ministro della Repubblica cecena.
Nel 2014 si è laureato presso l'Università agricola statale di Kuban, con un master in orticoltura.
Dal 22 giugno 2018, Edel'geriev è consigliere del Presidente della Federazione Russa per le questioni relative ai cambiamenti climatici. Il 18 luglio 2018 è stato nominato rappresentante presidenziale speciale per le questioni climatiche. Il 14 maggio 2024 è stato nominato assistente presidenziale di Vladimir Putin.

## Vita privata
Edel'geriev è sposato e ha sei figli.